# Гірлянда

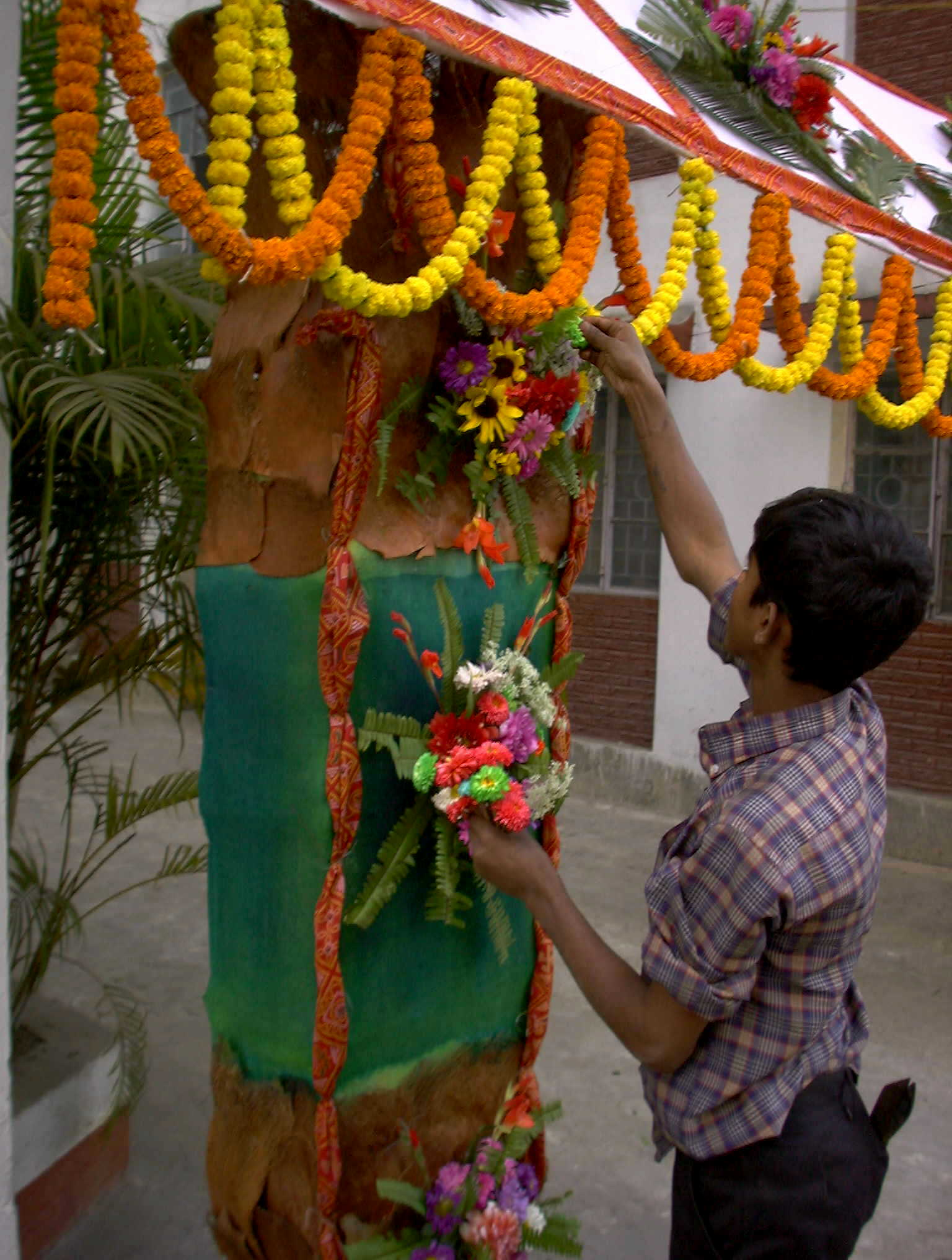
Гірлянда у прикрасах для весілля в Індії

Гірля́нда (від фр. guirlande, заст. garlande, з garlander — «прикрашати», «заквітчувати») — декоративна прикраса, ланцюжок з'єднаних між собою ниткою/дротом предметів (гілок, квітів, лампочок, ліхтариків, тощо), що застосовується як дизайн інтер'єру, сервірування столу, для прикрашення святкових предметів. У ландшафтному дизайні гірлянду використовують у вигляді посадки з кучерявих рослин, які прикріплені до опори вздовж тротуарів. Зазвичай гірлянди кріпляться одним дротом.
Гірляндою також називають декоративний вінок або шнур, який використовують в урочистих випадках, їх можна повісити на шию людини, або на неживі предмети, як-от на новорічні (різдвяні) ялинки. Первісно гірлянди робили з квітів або листя.
Квіткові гірлянди з вплетеними в них золотими нитками в 2006 році були виявлені в гробниці з саркофагами[джерело?].

## Гірлянда в архітектурі

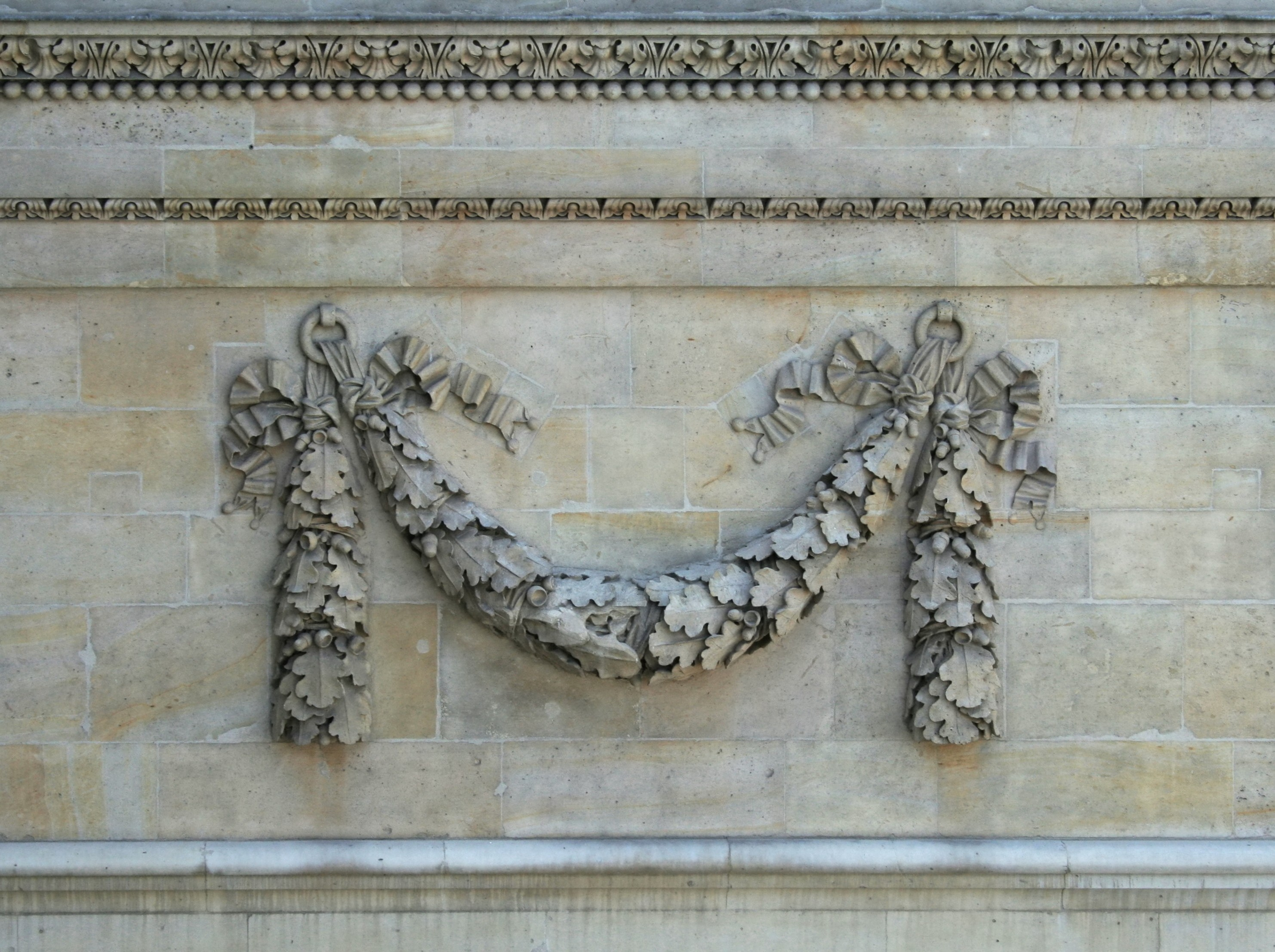
Гірлянда-фестон в архітектурі

В архітектурі гірлянда — орнаментальний мотив, декоративне зображення у вигляді сплетеного ланцюга листків, квітів і плодів, що часто перевиті стрічками, бантами, збагачені маскаронами. Відрізняється від замкненої композиції вінка, є елементом орнаментального ряду і тому ще у стародавні часи включався у різноманітні обрамування, бордюри, фризи. В мистецтві ренесансу і бароко включався у гротески, ряди гірлянд поділялись вертикалями факелів або розетками, в архітектурному декорі рококо об'єднувалися з рокайлями і картушами, а в архітектурі ампіру підкреслювали гладінь стінової площини.

## Електрична гірлянда

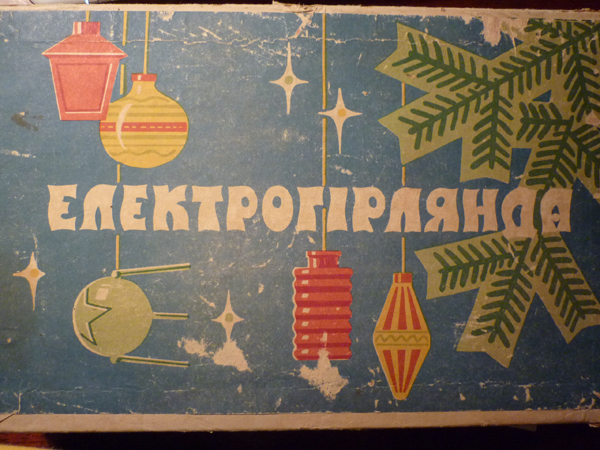
Коробка від гірлянди «Укркабель» 1960—70-х років

Електрична (світлова) гірлянда, зазвичай, складається з послідовно з'єднаних джгутом електричних проводів, ланцюжка ламп розжарювання або світлодіодів, широко застосовується для прикраси новорічних і різдвяних ялинок. При послідовному з'єднанні лампочок перегоряння однієї з них приводить до виходу з ладу всієї гірлянди.

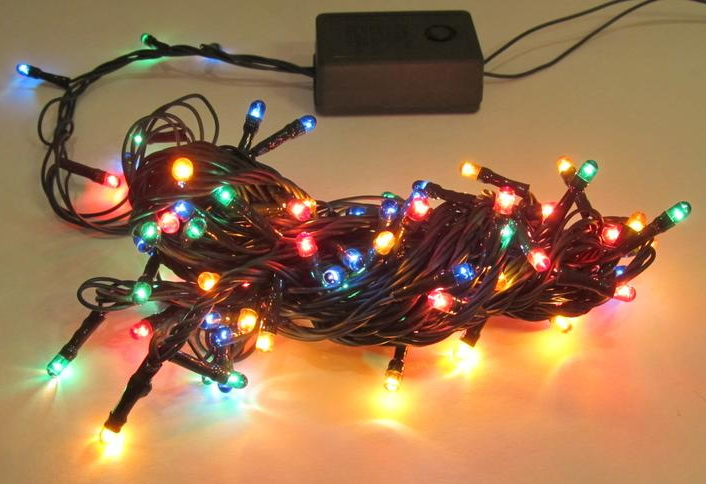
Сучасна електрична гірлянда

У 1895 році в США була виготовлена перша новорічна електрична гірлянда, яка прикрасила ялинку перед Білим домом. Слід зазначити, що доти ялинки прикрашали свічками, що суперечило правилам пожежної безпеки.
У 1938 почали випускати першу в Радянському Союзі електричну гірлянду: ЁГ-1. Гірлянда являла собою 2 паралельних електричних кола по десять 13-вольтових лампочок з колбами у вигляді конуса, розфарбованих цапонлаком у червоний, жовтий, синьо-фіолетовий та зелений кольори.

Електрогірлянда зі 124 люмінесцентних індикаторів тліючого розряду, типів ТЛГ-3-2, ТЛЖ-3-2, ТЛЗ-3-2, ТЛО-3-2

На території сучасної України електрогірлянди випускали такі підприємства:
- Київський кабельний завод «Укркабель»;
- Львівський завод низьковольтних електроламп;
- Олександріївський електромеханічний завод «Олександріївський й електромеханічний завод»